# Тишкин, Григорий Алексеевич
Григо́рий Алексе́евич Ти́шкин (1 июня 1941, Ворошиловград — 22 августа 2011, Санкт-Петербург) — советский и российский историк, доктор исторических наук (1985), профессор Санкт-Петербургского государственного университета, специалист по истории высшего образования и женского вопроса в России.

## Биография
Родился в городе Ворошиловграде (современный Луганск). В 1958 году окончил школу № 2 в городе Красный Луч (Луганская область). В 1968 году закончил исторический факультет Ленинградского государственного университета (ныне Санкт-Петербургский государственный университет). Среди его преподавателей были В. В. Мавродин, С. Б. Окунь, Н. Г. Сладкевич, С. Н. Валк, А. Л. Шапиро.
В 1973 году защитил кандидатскую диссертацию на тему: «Студенческое движение в Петербурге в конце 50 — начале 60-х гг. XIX века» (под руководством Сладкевича), в 1985 — докторскую — на тему: «Женский вопрос в России: 50-60-е гг. XIX века».
Тишкин является автором более 200 научных работ, среди которых особо выделяются монографии: «Женский вопрос в России в 50-60-е годы XIX века», «Отечеству на пользу, а россиянам во славу: Из истории университетского образования в Петербурге в 18 — начале XIX века» и «Единым вдохновением. Очерки истории университетского образования в Петербурге в конце XVIII — первой половине XIX веков» (обе в соавторстве с Ю. Д. Марголисом), «275 лет. Санкт-Петербургский университет. Летопись 1724—1999.» (в соавторстве с И. Л. Тихоновым и Г. Л. Соболевым). Возглавлял Учебно-научный гендерный центр на базе Философского факультета Санкт-Петербургского университета. Организатор ряда конференций по истории женского движения, составитель и ответственный редактор выходивших по их итогам сборников.
Кроме того, в течение многих лет Г. А. Тишкин работал в Санкт-Петербургском государственном университете культуры и искусств, а в 1984—1991 годах занимал в нём должность проректора по научной работе.

## Награды
- В 2003 году указом Президента Российской Федерации Владимира Путина награждён орденом Дружбы с формулировкой «за многолетнюю плодотворную деятельность в области культуры и искусства»[10].
- Почётный работник высшего профессионального образования Российской Федерации.

## Память
Выходили научные сборники, посвящённые 55-летнему 60-летнему и 65-летнему юбилеям профессора.